# Anco Márcio
Anco Márcio (em latim: Ancus Marcius) (ca. 675 a.C. — 616 a.C.), pertenceu à série de reis lendários que governaram Roma até 509 a.C. Neto de Numa Pompílio, sucessor de Rômulo, governou Roma após Túlio Hostílio. Foi o quarto rei da cidade e o último de origem sabina. Fez um bom governo.

## Atividades
Como Numa Pompílio, seu avô, era amante da paz e da religião, mas foi obrigado a fazer a guerra para defender seu território. Derrotou os latinos da cidade de Ficana e de Politório. Instalou um certo número dos derrotados sobre o Aventino e no Vale Múrcia, criando assim o primeiro núcleo da plebe romana. Fortificou o Janículo, construiu a primeira ponte de madeira sobre o rio Tibre, a ponte Sublícia e fundou o porto de Óstia, ligando-o a Roma pela via Ostiense, onde organizou uma salina e construiu uma prisão. Construiu aqueduto de Aqua Martia. Incentivou a agricultura.

## Pontífice
Anco Márcio teria sido uma duplicação de Numa Pompílio, como se deduz de seu segundo nome, Numa Márcio, não sendo outro que o próprio Numa Pompílio, representado como sacerdote. A identificação com Anco é indicada pela lenda que indica este último como construtor de pontes (pontífice), o construtor da primeira ponte de madeira sobre o rio Tibre. É no desempenho de sua função sacerdotal que a semelhança é mostrada mais claramente.

## Morte e sepultura
Como Numa Pompílio, Anco Márcio morreu de causas naturais. Foi sucedido por Tarquínio Prisco.